# Escape from the Planet of the Robot Monsters
Escape from the Planet of the Robot Monsters is een computerspel van Atari dat in 1989 uitkwam als arcadespel. Een jaar later werd het uitgebracht voor diverse homecomputers.  

## Verhaal
Het spel speelt zich af op Planet X die bezet wordt door slechte buitenaardse Reptilons die het laboratorium van Dr. Sarah Bellum overnemen en de daar aanwezige mensen dwingen om een robotleger te bouwen met als doel het veroveren van de Aarde. Het speelveld wordt isometrisch weergegeven.

## Platforms
| jaar | platform                                                                |
| ---- | ----------------------------------------------------------------------- |
| 1989 | Arcade                                                                  |
| 1990 | Amiga, Amstrad CPC, Atari ST, Commodore 64, DOS, SAM Coupé, ZX Spectrum |

## Ontvangst
| Beoordeeld door                       | Platform     | Datum          | Score |
| ------------------------------------- | ------------ | -------------- | ----- |
| Micro News                            | Atari ST     | mei 1990       | 100%  |
| Computer and Video Games (CVG)        | Atari ST     | mei 1990       | 94%   |
| The Games Machine (GB)                | Amiga        | juli 1990      | 88%   |
| Amiga Format                          | Amiga        | juni 1990      | 82%   |
| Amstrad Action                        | Amstrad CPC  | augustus 1990  | 78%   |
| Amiga Action                          | Amiga        | juli 1990      | 78%   |
| ACE (Advanced Computer Entertainment) | Amstrad CPC  | september 1990 | 72%   |
| Zzap!                                 | Commodore 64 | juni 1990      | 68%   |
| Power Play                            | Atari ST     | juni 1990      | 64%   |
| ST-Computer                           | Atari ST     | juli 1990      | 40%   |